# RUBissimo

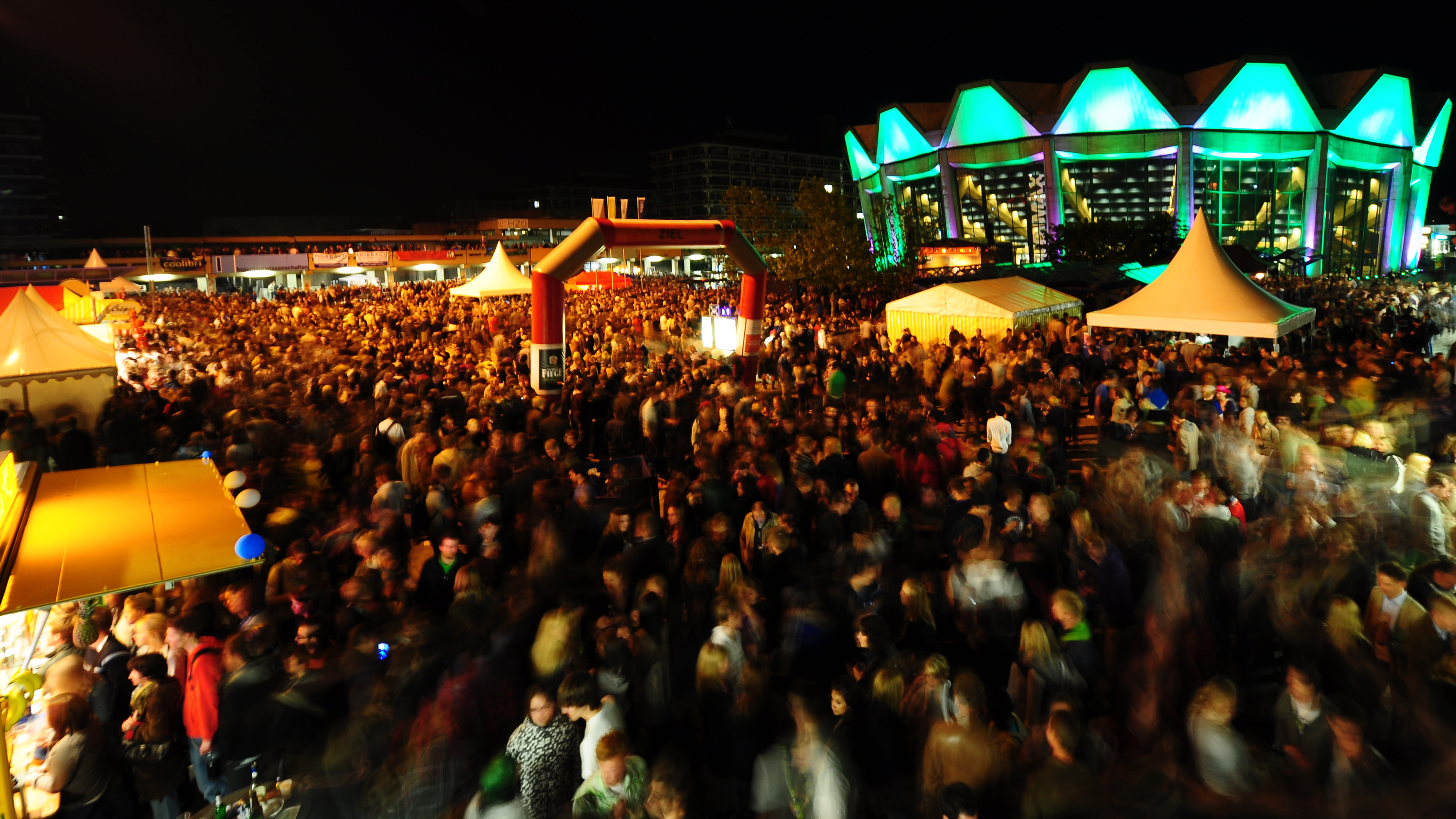
Momentaufnahme des Sommerfestes 2010

Das Uni-Sommerfest RUBissimo ist ein jährlich, üblicherweise am Mittwoch vor Fronleichnam, auf dem Gelände der Ruhr-Universität Bochum stattfindendes Festival mit einem Programm aus Musik, Walking Acts, Comedy, Tanz, Kindertheater, Verkaufsständen, Handwerkermarkt und Aktionen von und für Studierende. Das Uni-Sommerfest besteht seit 1972 und lockte in den letzten Jahren bis zu 30.000 Besucher an. 
Im Jahre 2006 kam als weiterer Höhepunkt auch der Bochumer Uni-Run hinzu, der seit 2009 auch Teil des Ruhr-Uni-Laufcups ist, der in Kooperation mit Dortmund, Witten und Bochum ausgetragen wird.